# Pediomelum esculentum
Pediomelum esculentum (Pursh) Rydb. è una pianta appartenente alla famiglia delle Fabaceae originaria delle praterie e dei boschi secchi dell'America del Nord centrale, che produce una radice tuberosa amidacea commestibile.

## Descrizione

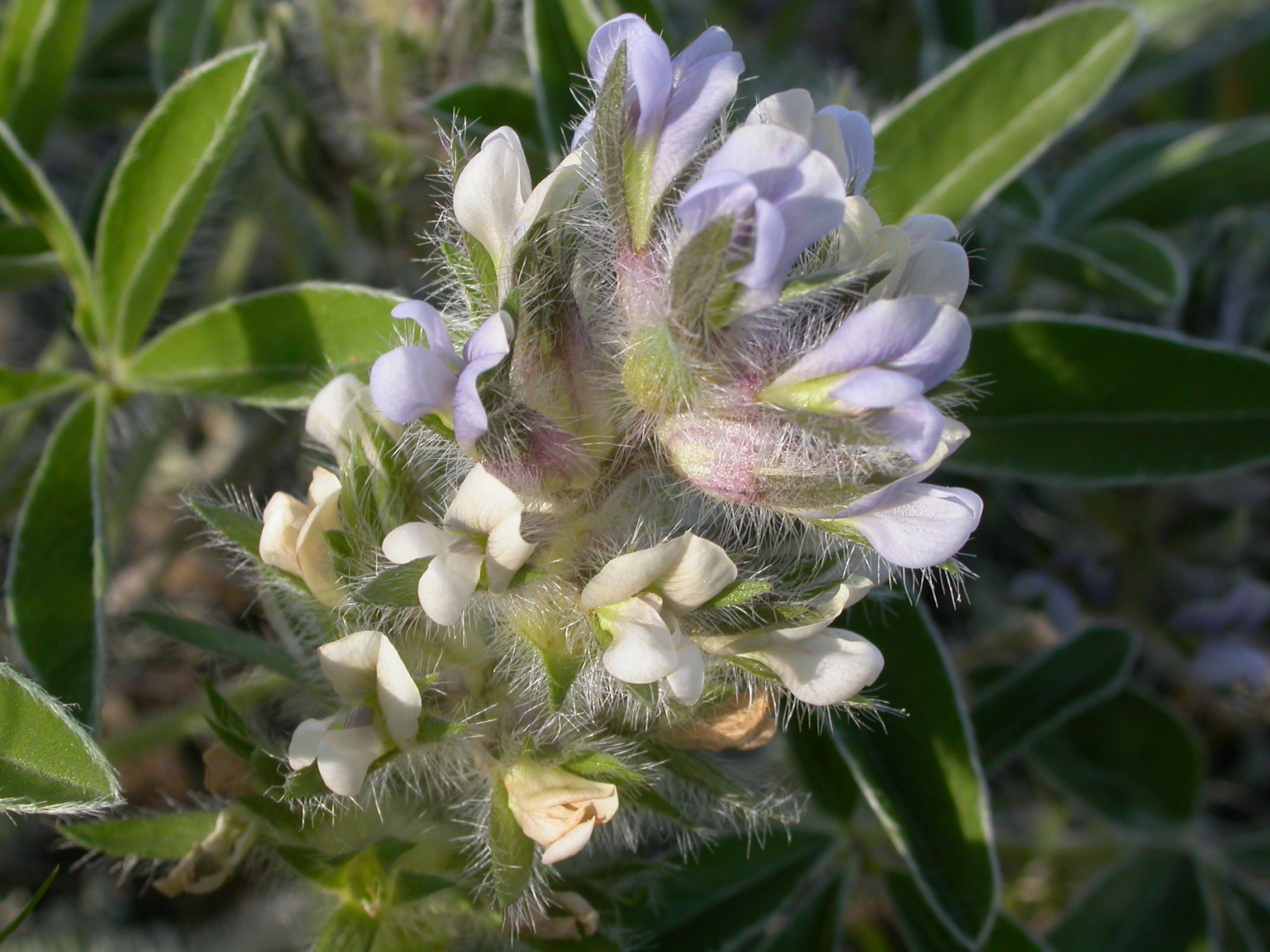
Fiore di P. esculentum

P. esculentum è una pianta perenne che vive da 3 a più di 6 anni. In primavera, dal terreno emergono numerosi steli fittamente pelosi che raggiungono i 30 cm di lunghezza, con foglie palmate e composte divise in cinque foglioline. All'inizio dell'estate la pianta produce abbondanti fiori blu o viola in grappoli terminali da lunghi 5–10 cm, dando origine a baccelli appiattiti e dalla punta sottile. La raccolta dei tuberi avviene durante la fioritura. I fiori e il gambo dei fiori si spezzano e scompaiono subito dopo la fioritura, rendendo la pianta difficile da individuare. La pianta produce una o più robuste radici marroni che formano tuberi arrotondati e fusiformi di circa 4–10 cm di lunghezza a una profondità di 7–10 cm sotto la superficiedel terreno.

## Distribuzione e habitat
P. esculentum è presente nelle Grandi Pianure, dal Manitoba a sud fino al Texas e dal Wisconsin a ovest fino al Montana. Cresce principalmente in climi temperati. La relativa scarsità della pianta oggi rispetto alla sua precedente abbondanza potrebbe essere dovuta al fatto che la maggior parte delle praterie è stata convertita in terreni agricoli o in pascoli.

## Raccolta
Abbondante, gustosa e nutriente in condizioni favorevoli, P. esculentum  era un tempo un alimento base raccolto allo stato selvatico dai nativi americani delle pianure, in particolare dai nomadi, e dai primi esploratori europei. La raccolta veniva effettuata tra maggio e luglio, quando gli steli dei fiori erano facilmente visibili tra le erbe della prateria. I nativi americani, solitamente donne, raccoglievano la radice con un bastone da scavo affilato e indurito dal fuoco.
P. esculentum impiega dai 2 ai 4 anni per passare dal seme alla radice matura. Il lungo periodo necessario alla maturazione probabilmente limitò il successo di qualsiasi tentativo dei nativi di coltivare la pianta. Gli scienziati hanno effettuato piantagioni in orto per valutare il potenziale di domesticazione.

## Usi
I tuberi hanno una buccia dura e scura e vengono sbucciati prima di essere consumati. Alcuni venivano consumati subito, crudi o bolliti, ma la maggior parte veniva essiccata per un successivo utilizzo. Venivano tagliati a fette e fatti essiccare al sole, intrecciati e appesi su rastrelliere per la carne per farli essiccare, e pestati fino a ridurli in farina.
P. esculentum era anche un alimento affidabile in tempi di carestia o scarsità. Sono stati registrati numerosi esempi di nativi americani e bianchi che si sono nutriti di questa radice per lunghi periodi, quando non era possibile procurarsi altro cibo. P. esculentum è più nutriente della maggior parte delle radici: contiene circa il 7% di proteine, oltre il 50% di carboidrati ed è ricca di vitamine e oligoelementi. Particolarmente importante era il contenuto di vitamina C pari a 17,1 mg per 100 grammi poiché la dieta invernale ricca di carne degli indiani delle pianure era spesso carente di vitamina C.
Grandi quantità di tuberi venivano conservate in sacchi di pelle di bufalo per l'uso invernale. Uno dei piatti favoriti era una specie di budino saporito fatto con la farina delle radici essiccate e con le bacche di Amelanchier alnifolia, dopo averle fatte bollire insieme.
La farina di P. esculentum è spesso utilizzata come "ingrediente segreto" nelle moderne ricette indiane del frybread.